# Roddy McDowall
Roddy McDowall, cujo nome completo era Roderick Andrew Anthony Jude McDowall, (Londres, 17 de setembro de 1928 — Los Angeles, 3 de outubro de 1998) foi um ator e escritor britânico radicado nos Estados Unidos.
Ficou conhecido ao interpretar Cornelius e Caesar, na franquia de filmes e série televisa Planet of Apes, nas décadas de 1960 e 1970.

## Carreira

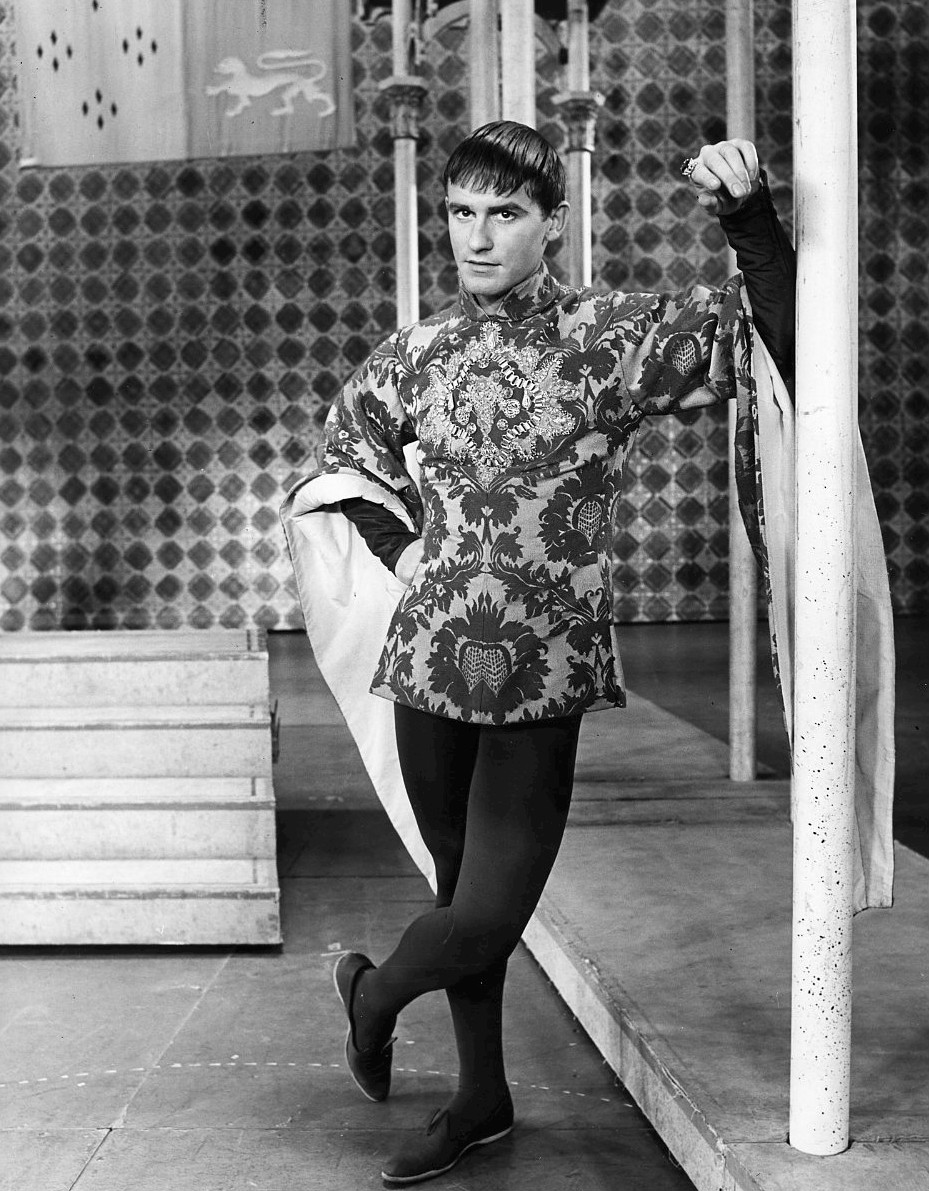
McDowall como Mordred, na peça Camelot, em 1963

Com dez anos de idade atuou em seu primeiro filme, Murder in the Family, em 1938, no papel de Peter Osborne, o irmão mais moço das personagens representadas por Jessica Tandy e Glynis Johns.
No começo da Segunda Guerra Mundial transferiu-se com a família para os Estados Unidos, onde participou de  How Green Was My Valley (Como Era Verde o Meu Vale), em 1941, dirigido por John Ford, no papel de "Huw". Esta produção foi a vencedor do Oscar de Melhor Filme daquele ano.
Em 1948 interpretou Malcolm, no filme Macbeth, dirigido por Orson Welles.
Participou de inúmeros outros filmes em papéis infantis, entre eles The Pied Piper (1942), My Friend Flicka (1943) e Lassie Come Home (1943), atuando com Elizabeth Taylor, também atriz infantil.
Com 18 anos mudou-se para Nova Iorque, onde interpretou uma longa série de papéis em peças teatrais de sucesso da Broadway.
Além de ter participado de mais de duzentos filmes na televisão e no cinema, entre eles The Longest Day (1962), Cleópatra (1963), como Otávio Augusto, It! (1966), Planet of the Apes (1968), The Poseidon Adventure (1972), Funny Lady (1975), Evil Under the Sun (1982), Fright Night (1985), Fright Night II (1988) e Around the World in 80 Days (1989).
Participou de quatro dos cinco filmes da franquia Planeta dos Macacos, como os chimpanzés Cornelius e César, e de 14 episódios da série de TV (1975), na pele do macaco Galen.
Em 8 de fevereiro de 1960, Roddy McDowall foi premiado com uma estrela na Calçada da Fama em 6632 da Hollywood Blvd. Ele apareceu em três filmes que foram selecionados para o National Film Registry pela Biblioteca do Congresso como sendo “culturalmente, historicamente ou esteticamente” significativos.
Roddy McDowall também escreveu cinco livros.

## Morte
Roddy McDowall era solteiro e não tinha filhos. Morreu em sua casa, aos 70 anos de idade, em consequência de câncer.

## Filmografia
Filmes 
- Murder in the Family (1938) como Peter Osborne
- John Halifax (1938) como Boy
- Poison Pen (1939) como Choirboy (não creditado)
- His Brother's Keeper (1940) como Boy
- Dead Man's Shoes (1940) como Boy
- Just William (1940) como Ginger
- Saloon Bar (1940) como Boy
- You Will Remember (1941) como Young Bob Slater
- Man Hunt (1941) como Vaner
- This England (1941) como Hugo, Norman Boy
- How Green Was My Valley (1941) como Huw Morgan
- Confirm or Deny (1941) como Albert Perkins
- Son of Fury: The Story of Benjamin Blake (1942) como Benjamin – as a Boy
- On the Sunny Side (1942) como Hugh Aylesworth
- The Pied Piper (1942) como Ronnie Cavanaugh
- My Friend Flicka (1943) como Ken McLaughlin
- Lassie Come Home (1943) como Joe Carraclough
- The White Cliffs of Dover (1944) como John Ashwood II as a Boy
- The Keys of the Kingdom (1944) como Francis Chisholm – as a Boy
- Thunderhead, Son of Flicka (1945) como Ken McLaughlin
- Molly and Me (1945) como Jimmy Graham
- Holiday in Mexico (1946) como Stanley Owen
- Rocky (1948) como Chris Hammond
- Macbeth (1948) como Malcolm
- Kidnapped (1948) como David Balfour
- Tuna Clipper (1949) como Alec MacLennan
- Black Midnight (1949) como Scott Jordan
- Big Timber (1950) como Jimmy
- Killer Shark (1950) como Ted
- Screen Snapshots: Hollywood Goes to Bat (1950)
- The Steel Fist (1952) como Eric Kardin
- The Big Country (1958) como Hannassey Watchman (não creditado)
- The Subterraneans (1960) como Yuri Gilgoric
- Midnight Lace (1960) como Malcolm Stanley
- The Longest Day (1962) como Pvt. Morris
- Cleopatra (1963) como Octavian – Caesar Augustus
- Shock Treatment (1964) como Martin Ashley
- The Greatest Story Ever Told (1965) como Matthew
- The Third Day (1965) como Oliver Parsons
- The Loved One (1965) como D.J. Jr.
- Inside Daisy Clover (1965) como Walter Baines
- That Darn Cat! (1965) como Gregory Benson
- Lord Love a Duck (1966) como Alan Musgrave
- The Defector (1966) como Agent Adams
- The Adventures of Bullwhip Griffin (1967) como Bullwhip Griffin
- The Cool Ones (1967) como Tony Krum
- It! (1967) como Arthur Pimm
- Planet of the Apes (1968) como Cornelius
- 5 Card Stud (1968) como Nick Evers
- Midas Run (1969) como Wister
- Hello Down There (1969) como Nate Ashbury
- Angel, Angel, Down We Go (1969) como Santoro
- Tam-Lin (1970)
- Pretty Maids All in a Row (1971) como Proffer
- Escape from the Planet of the Apes (1971) como Cornelius
- Terror in the Sky (1971) como Dr. Ralph Baird
- Bedknobs and Broomsticks (1971) como Mr. Rowan Jelk
- Conquest of the Planet of the Apes (1972) como Caesar
- The Life and Times of Judge Roy Bean (1972) como Frank Gass
- The Poseidon Adventure (1972) como Acres
- Arnold (1973) como Robert
- The Legend of Hell House (1973) como Benjamin Franklin Fischer
- Battle for the Planet of the Apes (1973) como Caesar
- Dirty Mary Crazy Larry (1974) como grocery story manager
- Funny Lady (1975) como Bobby
- Mean Johnny Barrows (1976) como Tony Da Vince
- Embryo (1976) como Frank Riley
- Sixth and Main (1977) como Skateboard
- Laserblast (1978) como Doctor Mellon
- The Cat from Outer Space (1978) como Mr. Stallwood
- Circle of Iron (1978) como White Robe
- The Thief of Baghdad (1978) como Hasan
- Nutcracker Fantasy (1979) como Franz / Fritz (voz)
- Scavenger Hunt (1979) como Jenkins
- The Black Hole (1979) como V.I.N.CENT
- Charlie Chan and the Curse of the Dragon Queen (1981) como Gillespie
- Evil Under the Sun (1982) como Rex Brewster
- Class of 1984 (1982) como Terry Corrigan
- Fright Night (1985) como Peter Vincent
- Alice in Wonderland (1985) como The March Hare
- GoBots: Battle of the Rock Lords (1986) como Nuggit (voz)
- Dead of Winter (1987) como Mr. Murray
- Overboard (1987) como Andrew
- Doin' Time on Planet Earth (1988) como Minister
- Fright Night Part 2 (1988) como Peter Vincent
- The Big Picture (1989) como Judge
- Cutting Class (1989) como Mr. Dante
- Shakma (1990) como Sorenson
- Harold Lloyd, The Third Genius (1990 documentário)
- Going Under (1991) como Secretary Neighbor
- Precious Moments Christmas: "Timmy's Gift" (1991) como narrador (voz)
- The Magical World of Chuck Jones (1992 documentário)
- Mirror, Mirror 2: Raven Dance (1994) como Dr. Lasky
- The Grass Harp (1995) como Amos Legrand
- The Alien Within (1995) como Dr. Henry Lazarus
- Last Summer in the Hamptons (1995) como Thomas
- Star Hunter (1995) como Riecher
- The Fantasy Worlds of Irwin Allen (1995 documentário)
- It's My Party (1996) como Damian Knowles
- Mary Pickford: A Life on Film (1997 documentário)
- The Second Jungle Book: Mowgli & Baloo (1997) como King Murphy
- Something to Believe In (1998) como Gambler
- A Bug's Life (1998) como Mr. Soil (voz)
- When It Clicks (1998) como Professor Bark

## Prêmios e indicações
Prêmios 

#### Teatro
Tony Award
- melhor ator coadjuvante em peça de teatro: The Fighting Cock - no papel de Tarquin Edward Mendigales (1960)

#### TV
Emmy Award
- melhor ator coadjuvante em série dramática: Sunday Showcase - no episódio Our American Heritage: Not Without Honor (1961)

#### Cinema
Saturn Awards
- melhor ator coadjuvante: Fright Night - no papel de Peter Vincent (1985)

### Indicações

#### TV
Emmy Award
- melhor ator em série dramática: Arrest and Trial - no papel de Paul LeDoux no episódio Journey into Darkness (1963)

#### Cinema
Golden Globe
- melhor ator coadjuvante: Cleópatra - no papel de Otávio (1963)

 Saturn Awards
- melhor ator coadjuvante: Os Donos do Amanhã -no papel de Terry Corrigan (1982)